# Tungvikt i grekisk-romersk stil i brottning vid olympiska sommarspelen 1992
Herrarnas brottningsturnering i grekisk-romersk stil i viktklassen tungvikt vid olympiska sommarspelen 1992 avgjordes i Barcelona i Institut Nacional d'Educació Física de Catalunya. 

## Medaljörer
| Klass    | Guld                 | Silver                 | Brons                      |
| Tungvikt | Héctor Milián · Kuba | Dennis Koslowski · USA | Sergei Demyashkevich · OSS |

## Resultat
- TO — Vinst genom fall
- SP — Vinst genom överlägsenhet, 12-14 poängs skillnad, förloraren med poäng
- SO — Vinst genom överlägsenhet, 12-14 poängs skillnad, förloraren utan poäng
- ST — Vinst genom teknisk överlägsenhet, 15 poäng skillnad
- PP — Vinst genom poäng, förloraren med tekniska poäng
- PO — Vinst genom poäng, förloraren utan tekniska poäng
- PA — Vinst genom att motståndaren skadas
- DQ — Vinst genom förverkande
- D2 — Båda brottarna diskvalificerade på grund av passivitet  (0-0 poäng)
- DNA — Dök inte upp
- L — Förluster
- ER — Elimineringsrunda
- CP — Klassificeringspoäng
- TP — Tekniska poäng

- PA — Vinst genom att motståndaren skadats

### Elimineringsrunda

#### Pool A
| L        |                        | CP       | TP       |                        | L        |          |
| Omgång 1 | Omgång 1               | Omgång 1 | Omgång 1 | Omgång 1               | Omgång 1 | Omgång 1 |
| -------- | ---------------------- | -------- | -------- | ---------------------- | -------- | -------- |
| 1        | Andrzej Wroński (POL)  | 0-3 PO   | 0-2      | Dennis Koslowski (USA) | 0        |          |
| 1        | Stipe Damjanović (CRO) | 0-3 PO   | 0-7      | Ion Iremiciuc (ROU)    | 0        |          |
| 0        | Song Sung-Il (KOR)     | 3-0 PO   | 3-0      | Takashi Nonomura (JPN) | 1        |          |
| 1        | Jörgen Olsson (SWE)    | 0-3 PO   | 0-1      | Helger Hallik (EST)    | 0        |          |
| Omgång 2 |                        |          |          |                        |          |          |
| 1        | Andrzej Wroński (POL)  | 3-0 PO   | 6-0      | Stipe Damjanović (CRO) | 2        |          |
| 0        | Dennis Koslowski (USA) | 3-0 PO   | 1-0      | Song Sung-Il (KOR)     | 1        |          |
| 0        | Ion Iremiciuc (ROU)    | 3-0 PO   | 5-0      | Takashi Nonomura (JPN) | 2        |          |
| 0        | Helger Hallik (EST)    |          |          | Bye                    |          |          |
| 1        | Jörgen Olsson (SWE)    |          |          | DNA                    |          |          |
| Omgång 3 |                        |          |          |                        |          |          |
| 1        | Helger Hallik (EST)    | 0-3 PO   | 0-2      | Andrzej Wroński (POL)  | 1        |          |
| 0        | Dennis Koslowski (USA) | 3-0 PO   | 2-0      | Ion Iremiciuc (ROU)    | 1        |          |
| 1        | Song Sung-Il (KOR)     |          |          | Bye                    |          |          |
| Omgång 4 |                        |          |          |                        |          |          |
| 2        | Song Sung-Il (KOR)     | 1-3 PP   | 3-4      | Andrzej Wroński (POL)  | 1        |          |
| 2        | Helger Hallik (EST)    | 0-3 PO   | 0-1      | Dennis Koslowski (USA) | 0        |          |
| 1        | Ion Iremiciuc (ROU)    |          |          | Bye                    |          |          |
| Omgång 5 |                        |          |          |                        |          |          |
| 2        | Ion Iremiciuc (ROU)    | 0-0 D2   | 0-0      | Andrzej Wroński (POL)  | 2        |          |
| 0        | Dennis Koslowski (USA) |          |          | Bye                    |          |          |

| Brottare               | L | ER | CP | Tiebreaker |
| ---------------------- | - | -- | -- | ---------- |
| Dennis Koslowski (USA) | 0 | -  | 12 |            |
| Andrzej Wroński (POL)  | 2 | 5  | 9  | 0          |
| Ion Iremiciuc (ROU)    | 2 | 5  | 6  | 0          |
| Song Sung-Il (KOR)     | 2 | 4  | 4  |            |
| Helger Hallik (EST)    | 2 | 4  | 3  |            |
| Stipe Damjanović (CRO) | 2 | 2  | 0  |            |
| Takashi Nonomura (JPN) | 2 | 2  | 0  |            |
| Jörgen Olsson (SWE)    | 1 | 1  | 0  |            |

#### Pool B
| L           |                            | CP       | TP       |                            | L        |          |
| Omgång 1    | Omgång 1                   | Omgång 1 | Omgång 1 | Omgång 1                   | Omgång 1 | Omgång 1 |
| ----------- | -------------------------- | -------- | -------- | -------------------------- | -------- | -------- |
| 0           | Norbert Növényi (HUN)      | 4-0 TO   | 1:09     | Luis Sandoval (PAN)        | 1        |          |
| 1           | Miloš Govedarica (IOP)     | 1-3 PP   | 1-2      | Andreas Steinbach (GER)    | 0        |          |
| 1           | Sergei Demyashkevich (EUN) | 0-3 PO   | 0-1      | Héctor Milián (CUB)        | 0        |          |
| 0           | Atanas Komchev (BUL)       | 4-0 TO   | 1:36     | Alioune Diouf (SEN)        | 1        |          |
| Omgång 2    |                            |          |          |                            |          |          |
| 1           | Norbert Növényi (HUN)      | 1-3 PP   | 1-3      | Miloš Govedarica (IOP)     | 1        |          |
| 2           | Luis Sandoval (PAN)        | 0-4 ST   | 0-17     | Andreas Steinbach (GER)    | 0        |          |
| 1           | Sergei Demyashkevich (EUN) | 3-0 PO   | 4-0      | Atanas Komchev (BUL)       | 1        |          |
| 0           | Héctor Milián (CUB)        | 4-0 DQ   | 2:55     | Alioune Diouf (SEN)        | 2        |          |
| Omgång 3    |                            |          |          |                            |          |          |
| 2           | Norbert Növényi (HUN)      | 1-3 PP   | 1-4      | Andreas Steinbach (GER)    | 0        |          |
| 2           | Miloš Govedarica (IOP)     | 1-3 PP   | 1-7      | Sergei Demyashkevich (EUN) | 1        |          |
| 0           | Héctor Milián (CUB)        | 3-1 PP   | 8-2      | Atanas Komchev (BUL)       | 2        |          |
| Omgång 4    |                            |          |          |                            |          |          |
| 1           | Andreas Steinbach (GER)    | 0-3 PO   | 0-2      | Sergei Demyashkevich (EUN) | 1        |          |
| 0           | Héctor Milián (CUB)        |          |          | Bye                        |          |          |
| Omgång 5    |                            |          |          |                            |          |          |
| 0           | Héctor Milián (CUB)        | 3-1 PP   | 10-4     | Andreas Steinbach (GER)    | 2        |          |
| 1           | Sergei Demyashkevich (EUN) |          |          | Bye                        |          |          |
| Femte plats |                            |          |          |                            |          |          |
|             | Miloš Govedarica (IOP)     | 4-0 DQ   |          | Atanas Komchev (BUL)       |          |          |

| Brottare                   | L | ER | CP |
| -------------------------- | - | -- | -- |
| Héctor Milián (CUB)        | 0 | -  | 13 |
| Sergei Demyashkevich (EUN) | 1 | -  | 9  |
| Andreas Steinbach (GER)    | 2 | 5  | 11 |
| Norbert Növényi (HUN)      | 2 | 3  | 6  |
| Miloš Govedarica (IOP)     | 2 | 3  | 5  |
| Atanas Komchev (BUL)       | 2 | 3  | 5  |
| Luis Sandoval (PAN)        | 2 | 2  | 0  |
| Alioune Diouf (SEN)        | 2 | 2  | 0  |

### Finalomgångarna
|                        | CP        | TP        |                            |           |
| 9:e plats              | 9:e plats | 9:e plats | 9:e plats                  | 9:e plats |
| ---------------------- | --------- | --------- | -------------------------- | --------- |
| Helger Hallik (EST)    | 0-3 PO    | 0-5       | Miloš Govedarica (IOP)     |           |
| 7:e plats              |           |           |                            |           |
| Song Sung-Il (KOR)     | 0-4 DQ    |           | Norbert Növényi (HUN)      |           |
| 5:e plats              |           |           |                            |           |
| Ion Iremiciuc (ROU)    | 1-3 PP    | 2-4       | Andreas Steinbach (GER)    |           |
| Bronsmatch             |           |           |                            |           |
| Andrzej Wroński (POL)  | 0-3 PO    | 0-1       | Sergei Demyashkevich (EUN) |           |
| FInal                  |           |           |                            |           |
| Dennis Koslowski (USA) | 1-3 PP    | 1-2       | Héctor Milián (CUB)        |           |